# Giacomo Cassetti
Giacomo Cassetti (Sambruson, 3 maggio 1682 – Vicenza, 26 giugno 1757) è stato uno scultore italiano cittadino della Repubblica di Venezia, attivo nell'ambito Veneto e principalmente a Vicenza.

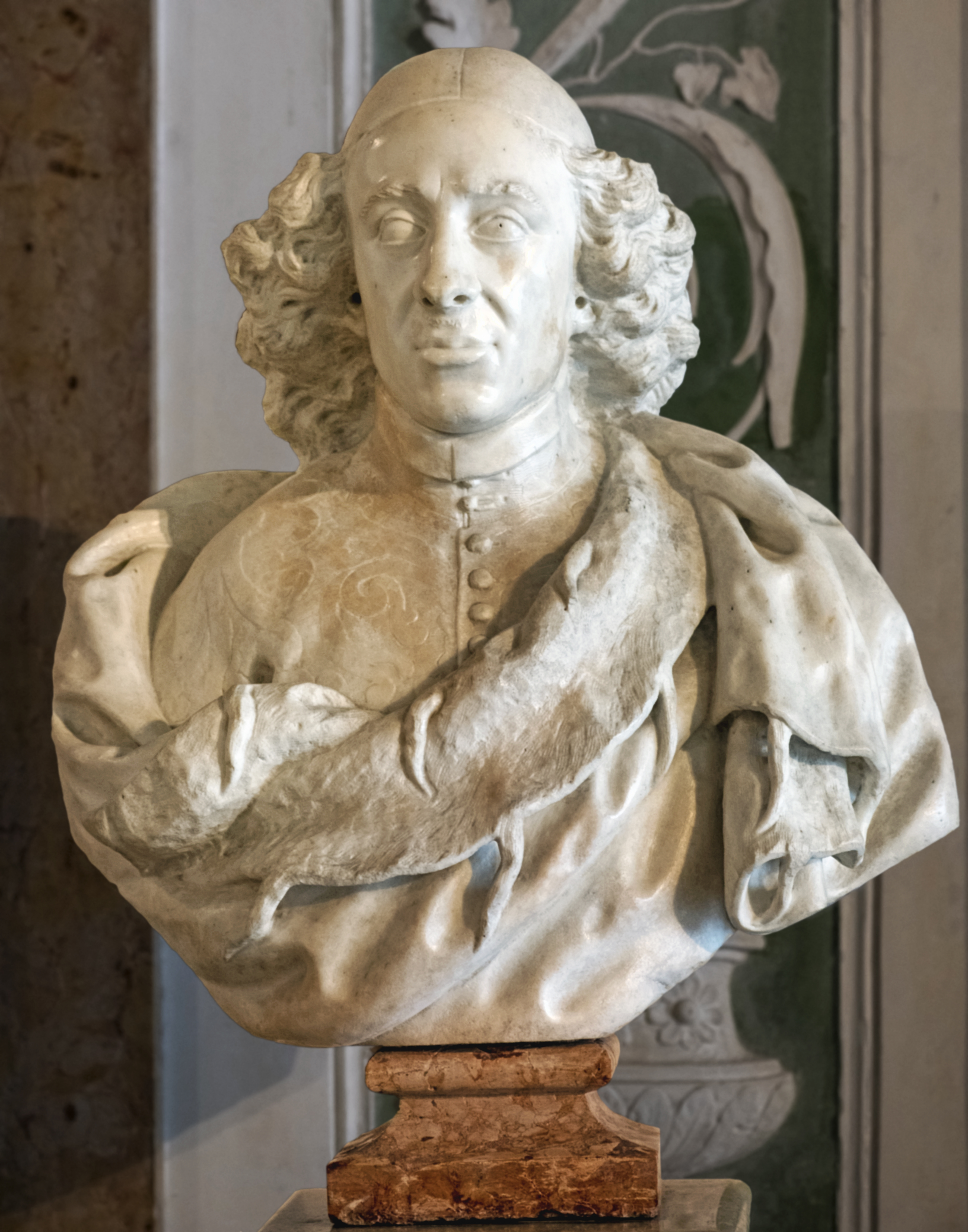
Angelo Maria Querini da Giacomo Cassetti

Firmò alcune delle sue opere come Giacomo Marinali dopo essere entrato nell'omonima famiglia di artisti vicentini divenendo il collaboratore più fedele del suocero Orazio Marinali.
Non va confuso con l'omonimo poeta e librettista veneziano Giacomo o Jacopo Cassetti, attivo anch'egli ai primi del Settecento.

## Biografia

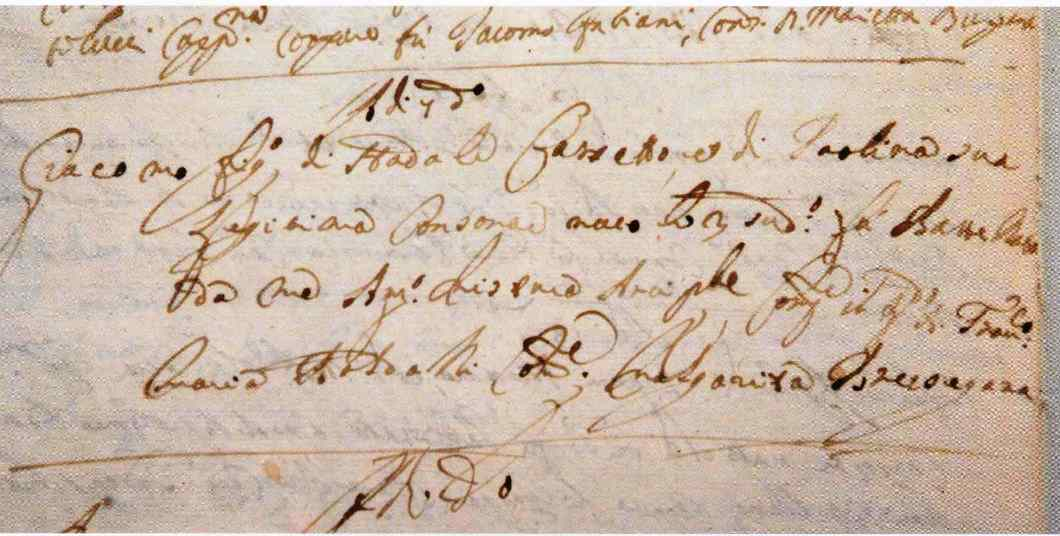
L'atto di battesimo di Giacomo Cassetti del 1682

Nacque a Sambruson di Dolo il 3 maggio 1682 da Natale e Paolina Cassetti.
Nel 1702, a vent'anni, era "lavorante presso la bottega di statue" di Angelo Marinali, a Vicenza, in piazza dell'Isola. Iscrittosi alla fraglia dei muratori e tagliapietra, dopo la morte di Angelo Marinali nel 1702 passò al servizio di Orazio, fratello maggiore di Angelo che ne rilevò la bottega; di Orazio divenne il più fedele collaboratore e nel 1706 ne sposò la figlia.
Risale al 1706 circa la prima opera documentata di Cassetti, il presepio nella chiesetta degli Zanchi a Perarolo di Arcugnano. Assieme alla bottega di Orazio Marinali, Giacomo lavorò intorno al 1715 alle statue del parco della Villa Trissino Marzotto a Trissino.
Il notevole gruppo di statue collocate sul timpano della chiesa di Santo Stefano a Vicenza - che Arslan attribuisce a Cassetti assieme ai portali e alle statue del transetto - è del 1740.
L'altare maggiore in marmo (1742) della chiesa parrocchiale di San Giorgio Martire a Castel Tesino, in provincia di Trento, è opera di Cassetti. Presenta al centro un gruppo equestre raffigurante San Giorgio con la lancia che trafigge il drago e salva la principessa, firmato IACOBUS CASSETI / MARINALI VICENT.US F. e riporta la data MDCCXLII.
Numerose delle sue opere rimangono di difficile datazione.
Giacomo Cassetti morì nel 1757 e venne tumulato nell'oratorio del Rosario (demolito nell'Ottocento), allora situato a fianco della Chiesa di Santa Corona a Vicenza.

## Opere
(elenco parziale)
- Presepio (1706 circa), chiesetta degli Zanchi, Perarolo di Arcugnano (Vicenza)
- Statue per il parco della Villa Trissino Marzotto (c. 1715), Trissino (Vicenza)
- Sculture mitologiche nei timpani, figure di nani e Divinità marina in una nicchia nel giardino, villa Valmarana "Ai Nani", Vicenza (attribuiti)[8][9]
- Statue per la chiesa di Santo Stefano (1740), Vicenza (attribuite).[5]
- Gruppo equestre di San Giorgio con il Drago e la Principessa (1742), altare maggiore della chiesa parrocchiale di San Giorgio Martire, Castel Tesino (Trento)[7].
- Statue, chiesa di Sant'Eusebio,[2] Angarano (Vicenza)
- Statue di accademici, cavea del Teatro Olimpico, Vicenza[10]
- Parte delle statue per Palazzo Gradenigo, Angarano (Vicenza)[11]
- Sculture per l'esterno della basilica di Monte Berico, Vicenza (attribuite).[12]
- Busto del cardinale Angelo Maria Querini, Fondazione Querini Stampalia, Venezia.
- Altare della Concezione della Beata Vergine Maria, Chiesa di San Francesco, Schio (Vicenza) (attribuito)
- Statue per la chiesa di Santa Barbara, Vicenza (demolita).[13]
- Coppie di angeli sopra le porte marmoree del coro (c. 1757), chiesa di San Marco in San Girolamo, Vicenza